# Муше, Гюстав
Гюстав Муше (фр. Gustave Mouchet; 4 октября 1868, Анже — 12 апреля 1940, Париж) — французский скрипач, дирижёр, композитор, музыкальный педагог.
Окончил Парижскую консерваторию, ученик Жан-Пьера Морена. Занимался также в классе гармонии Эмиля Пессара вместе с Морисом Равелем (об изумлённой реакции Пессара на ранний композиторский опыт Равеля Муше вспоминал в своём некрологе композитору). С 1894 года играл в оркестре Опера Комик, дирижировал в парижских театрах (в частности, в Буфф-Паризьен в 1901 году), в летние сезоны дирижировал оркестрами в провинциальных казино (Пуг-лез-О, 1893; Динар, 1896; Пломбьер, 1901—1902 и т. д.).
Автор комической оперы «Как кошка с собакой» (фр. Comme chien et chat; 1901, либретто Эмиля Дерне), камерных, хоровых и вокальных сочинений.
Основатель (1925) и президент Ассоциации музыкальных журналистов Франции (фр. L'Association des Journalistes Orphéoniques). В конце жизни сетовал на дурной музыкальный вкус народных масс, не желающих слушать ничего, кроме аккордеона.